# شهرستان ریوز (تگزاس)

موقعیت شهرستان در ایالت تگزاس

ریوز (Reeves) یکی از شهرستان‌های ایالت تگزاس می‌باشد.
این شهرستان در غرب این ایالت است.
جمعیت این شهرستان در سال ۲۰۱۰ میلادی معادل ۱۳٬۷۸۳ نفر بود.